# 242 км (зупинний пункт, Запорізька дирекція Придніпровської залізниці)
242 кіломе́тр — пасажирський залізничний зупинний пункт Запорізької дирекції Придніпровської залізниці на лінії Запоріжжя II — Пологи між зупинним пунктом 237 км (5 км) та станцією Оріхівська (7 км). Розташований біля села Новопавлівка Пологівського району Запорізької області.

## Пасажирське сполучення
На зупинному пункті 242 км зупиняються поїзди приміського сполучення:
- Запоріжжя — Пологи;
- Пологи — Запоріжжя[1].